# Танці з зірками (четвертий сезон)
«Танці з зірками: повернення легенди» — українське танцювальне шоу виробництва «1+1 Продакшн». Проєкт є адаптацією британського шоу «Strictly Come Dancing» телеканалу «BBC».

## Судді
- Дмитро Монатик — український співак, композитор і танцюрист.
- Катерина Кухар — заслужена артистка України та прима-балерина Національної опери України.
- Владислав Яма — український танцюрист, володар Кубку України з бальних танців.

## Учасники
| Зірки               | Рід занять           | Партнери             | 1  | 2  | 3  | 4  | 5  | 6  | 7  | 8  | 9  | 10 | Статус      |
| ------------------- | -------------------- | -------------------- | -- | -- | -- | -- | -- | -- | -- | -- | -- | -- | ----------- |
| Наталія Могилевська | співачка, продюсерка | Ігор Кузьменко       | 26 | 22 | 29 | 23 | 24 | 27 | 19 | 54 | 58 | 90 | Перше       |
| Надія Дорофєєва     | співачка             | Євген Кот            | 26 | 22 | 26 | 29 | 25 | 30 | 28 | 53 | 56 | 90 | Друге       |
| Ахтем Сеїтаблаєв    | актор, режисер       | Олена Шоптенко       | 21 | 23 | 22 | 29 | 19 | 24 | 22 | 52 | 53 | 89 | Третє       |
| Юрій Ткач           | актор                | Ілона Гвоздьова      | 20 | 24 | 19 | 23 | 26 | 26 | 21 | 55 | 56 |    | Вибули 7-ми |
| Сергій Бабкін       | співак               | Сніжана Бабкіна      | 28 | 22 | 9  | 18 | 29 | 21 | 29 | 47 |    |    | Вибули 6-ми |
| Дмитро Комаров      | телевідник           | Олександра Кучеренко | 13 | 19 | 13 | 13 | 14 | 6  | 20 |    |    |    | Вибули 5-ми |
| Камалія             | співачка             | Дмитро Жук           | 16 | 13 | 18 | 18 | 17 |    |    |    |    |    | Вибули 4-ми |
| Ольга Полякова      | співачка             | Степан Місюрка       | 15 | 23 | 19 | 20 |    |    |    |    |    |    | Вибули 3-ми |
| Наталія Холоденко   | психологиня          | Віталій Загоруйко    | 23 | 17 | 14 |    |    |    |    |    |    |    | Вибули 2-ми |
| Олександр Скічко    | телевідник           | Анна Паламарчук      | 20 | 20 |    |    |    |    |    |    |    |    | Вибули 1-ми |

| Пари                 | Танець             | Судді  | Судді | Судді | Підсумок | Музичний супровід                 |
| Пари                 | Танець             | Дмитро | Катя  | Влад  | Підсумок | Музичний супровід                 |
| -------------------- | ------------------ | ------ | ----- | ----- | -------- | --------------------------------- |
| Ахтем та Олена       | пасодобль          | 8      | 7     | 6     | 21       | «Run Boy Run» — Woodkid           |
| Надія та Євген       | хіп-хоп            | 9      | 9     | 8     | 26       | «SexyBack» — Джастін Тімберлейк   |
| Юрій та Ілона        | бродвей            | 7      | 6     | 7     | 20       | «Я і Сара» — «DZIDZIO»            |
| Ольга та Степан      | поп-джаз           | 8      | 2     | 5     | 15       | «Anaconda» — Нікі Мінаж           |
| Дмитро та Олександра | румба              | 6      | 3     | 4     | 13       | «Вище неба» — «Океан Ельзи»       |
| Наталія та Ігор      | аргентинське танго | 10     | 8     | 8     | 26       | «Por una cabeza» — Карлос Гардель |
| Олександр та Анна    | джайв              | 8      | 7     | 5     | 20       | «I Got You» — Джеймс Браун        |
| Наталія та Віталій   | вальс              | 8      | 8     | 7     | 23       | «Try» — Pink                      |
| Камалія та Дмитро    | самба              | 7      | 5     | 4     | 16       | «Balada» — Густаву Ліма           |
| Сергій та Сніжана    | контемпорарі       | 10     | 9     | 9     | 28       | «Iron Sky» — Паоло Нутіні         |

| №  | Пари                    | Танець       | Судді  | Судді | Судді | Підсумок | Музичний супровід            |
| №  | Пари                    | Танець       | Дмитро | Катя  | Влад  | Підсумок | Музичний супровід            |
| -- | ----------------------- | ------------ | ------ | ----- | ----- | -------- | ---------------------------- |
| 1  | Сергій та Сніжана       | танго        | 9      | 7     | 6     | 22       | «Я полюбила Вас» — Земфіра   |
| 2  | Юрій та Ілона           | хіп-хоп      | 8      | 8     | 8     | 24       | «Тает лёд» — «Грибы»         |
| 3  | Надія та Євген          | румба        | 9      | 7     | 6     | 22       | «Diamonds» — Ріанна          |
| 4  | Дмитро та Олександра 🌺 | джаз         | 7      | 8     | 4     | 19       | «Umbrella» — «The Baseballs» |
| 5  | Наталія та Ігор         | фристайл     | 9      | 7     | 6     | 22       | «Candy Shop» — 50 Cent       |
| 6  | Олександр та Анна       | сальса       | 8      | 7     | 5     | 20       | «Адреналін» — «Океан Ельзи»  |
| 7  | Камалія та Дмитро       | пасодобль    | 7      | 3     | 3     | 13       | «Make-Up» — «The Hardkiss»   |
| 8  | Ольга та Степан         | вальс        | 8      | 9     | 6     | 23       | «Kiss from a Rose» — Seal    |
| 9  | Наталія та Віталій      | ча-ча-ча     | 7      | 7     | 3     | 17       | «Goodbye» — Feder & Lyse     |
| 10 | Ахтем та Олена          | контемпорарі | 9      | 6     | 8     | 23       | «Заплуталась» — Джамала      |

| №  | Пари                 | Танець    | Судді  | Судді | Судді | Підсумок | Музичний супровід                   |
| №  | Пари                 | Танець    | Дмитро | Катя  | Влад  | Підсумок | Музичний супровід                   |
| -- | -------------------- | --------- | ------ | ----- | ----- | -------- | ----------------------------------- |
| 10 | Ахтем та Олена       | сальса    | 8      | 7     | 7     | 22       | «Shape of You» — Ед Ширан           |
| 2  | Юрій та Ілона        | модерн    | 7      | 6     | 6     | 19       | «Wicked Game» — Кріс Айзек          |
| 3  | Надія та Євген       | танго     | 9      | 8     | 9     | 26       | «Знаешь» — Рожден                   |
| 1  | Сергій та Сніжана    | квікстеп  | 3      | 3     | 3     | 9        | «Crazy in Love» — Бейонсе           |
| 9  | Наталія та Віталій   | пасодобль | 6      | 4     | 4     | 14       | «Гуцулка Ксеня» — Ярослав Барнич    |
| 8  | Ольга та Степан      | ча-ча-ча  | 8      | 6     | 5     | 19       | «Sex Bomb» — Том Джонс              |
| 7  | Камалія та Дмитро    | румба     | 8      | 4     | 6     | 18       | «Un-Break My Heart» — Тоні Брекстон |
| 5  | Наталія та Ігор 🌺   | фокстрот  | 10     | 10    | 9     | 29       | «Спи собі сама» — «Скрябін»         |
| 4  | Дмитро та Олександра | самба     | 5      | 3     | 5     | 13       | «Waka Waka» — Шакіра                |

| №  | Пари                 | Танець       | Судді  | Судді | Судді | Підсумок | Музичний супровід                  |
| №  | Пари                 | Танець       | Дмитро | Катя  | Влад  | Підсумок | Музичний супровід                  |
| -- | -------------------- | ------------ | ------ | ----- | ----- | -------- | ---------------------------------- |
| 1  | Сергій та Сніжана    | румба        | 7      | 5     | 6     | 18       | «Ой не ходи, Грицю» — Маруся Чурай |
| 2  | Юрій та Ілона        | ча-ча-ча     | 8      | 7     | 8     | 23       | «Гоп-гоп-гоп» — Вірка Сердючка     |
| 8  | Ольга та Степан      | контемпорарі | 8      | 7     | 5     | 20       | «Місяць» — Наталія Могилевська     |
| 4  | Дмитро та Олександра | танго        | 5      | 4     | 4     | 13       | «911» — «Океан Ельзи»              |
| 3  | Надія та Євген       | вальс        | 10     | 10    | 9     | 29       | «Тримай» — Христина Соловій        |
| 7  | Камалія та Дмитро    | джаз         | 7      | 5     | 6     | 18       | «Выходной» — Monatik               |
| 10 | Ахтем та Олена 🌺    | ф'южн        | 10     | 10    | 9     | 29       | «Люди» — «Бумбокс»                 |
| 5  | Наталія та Ігор      | пасодобль    | 9      | 7     | 7     | 23       | «Весна» — «Воплі Відоплясова»      |

| №  | Пари                                            | Танець           | Судді  | Судді | Судді | Підсумок | Музичний супровід                       |
| №  | Пари                                            | Танець           | Дмитро | Катя  | Влад  | Підсумок | Музичний супровід                       |
| -- | ----------------------------------------------- | ---------------- | ------ | ----- | ----- | -------- | --------------------------------------- |
| 2  | Юрій та Ілона («Нікчемний Я»)                   | диско            | 9      | 8     | 9     | 26       | «Stayin' Alive» — «Bee Gees»            |
| 10 | Ахтем та Олена («Тіні забутих предків»)         | фокстрот         | 7      | 6     | 6     | 19       | «Вербовая дощечка»                      |
| 7  | Камалія та Дмитро («Титанік»)                   | контемпорарі     | 7      | 5     | 5     | 17       | «My Heart Will Go On» — Селін Діон      |
| 1  | Сергій та Сніжана («У джазі тільки дівчата») 🌺 | бродвей-джаз     | 10     | 10    | 9     | 29       | «Sing Sing Sing» — «Сестри Ендрюс»      |
| 5  | Наталія та Ігор («Охоронець»)                   | вальс            | 9      | 7     | 8     | 24       | «I Will Always Love You» — Доллі Партон |
| 3  | Надія та Євген («Гра престолів»)                | пасодобль        | 10     | 8     | 7     | 25       | «Iron» — Woodkid                        |
| 4  | Дмитро та Олександра («Чарівник країни Оз»)     | віденський вальс | 6      | 4     | 4     | 14       | «Hijo de la Luna» — «Mecano»            |

| №  | Пари                 | Танець       | Судді  | Судді | Судді | Підсумок | Музичний супровід                               |
| №  | Пари                 | Танець       | Дмитро | Катя  | Влад  | Підсумок | Музичний супровід                               |
| -- | -------------------- | ------------ | ------ | ----- | ----- | -------- | ----------------------------------------------- |
| 10 | Ахтем та Ілона       | квікстеп     | 8      | 8     | 8     | 24       | «The Rich Man's Frug» — Боб Фосс                |
| 2  | Юрій та Сніжана 🌺   | фристайл     | 9      | 10    | 7     | 26       | «Jogi» — Panjabi MC                             |
| 1  | Сергій та Олександра | пасодобль    | 8      | 6     | 7     | 21       | «What Kind of Man» — «Florence and the Machine» |
| 3  | Надія та Ігор        | контемпорарі | 10     | 10    | 10    | 30       | «Пробач» — Сергій Бабкін                        |
| 5  | Наталія та Євген     | джаз-фанк    | 9      | 9     | 9     | 27       | «Мокрая» — Monatik та «Quest Pistols Show»      |
| 4  | Дмитро та Олена      | ча-ча-ча     | 2      | 2     | 2     | 6        | «Big in Japan» — «Alphaville»                   |

| №  | Пари                 | Танець    | Судді  | Судді | Судді | Підсумок | Музичний супровід                           |
| №  | Пари                 | Танець    | Дмитро | Катя  | Влад  | Підсумок | Музичний супровід                           |
| -- | -------------------- | --------- | ------ | ----- | ----- | -------- | ------------------------------------------- |
| 2  | Юрій та Ілона        | сальса    | 8      | 6     | 7     | 21       | «Ти мені не даєш» — «Скрябін»               |
| 10 | Ахтем та Олена       | танго     | 8      | 7     | 7     | 22       | «Runnin'» — Бейонсе                         |
| 5  | Наталія та Ігор      | самба     | 8      | 7     | 5     | 19       | «Despacito» — Луїс Фонсі                    |
| 3  | Надія та Євген 🌺    | джаз      | 10     | 9     | 9     | 28       | «Жить в твоей голове» — Земфіра             |
| 4  | Дмитро та Олександра | пасодобль | 6      | 10    | 4     | 20       | «Caravan Twist» — «Bill Haley & His Comets» |
| 1  | Сергій та Сніжана    | фокстрот  | 10     | 10    | 9     | 29       | «Обійми» — «Океан Ельзи»                    |

| №  | Пари              | Танець              | Судді  | Судді | Судді | Підсумок | Підсумок | Музичний супровід                                         |
| №  | Пари              | Танець              | Дмитро | Катя  | Влад  | Підсумок | Підсумок | Музичний супровід                                         |
| -- | ----------------- | ------------------- | ------ | ----- | ----- | -------- | -------- | --------------------------------------------------------- |
| 2  | Юрій та Ілона     | афро-джаз           | 9      | 9     | 8     | 26       | 55       | «Magalenha» — Сержіо Мендес                               |
| 2  | Юрій та Ілона     | вальс 🌺            | 10     | 10    | 9     | 29       | 55       | «Як тебе не любити, Києве мій!» — Юрій Гуляєв             |
| 3  | Надія та Євген    | фокстрот            | 8      | 6     | 9     | 23       | 53       | «Снег» — Ірина Білик                                      |
| 3  | Надія та Євген    | диско 🌺            | 10     | 10    | 10    | 30       | 53       | «Uptown Funk» — Марк Ронсон та Бруно Марс                 |
| 1  | Сергій та Сніжана | рок-н-рол           | 8      | 6     | 7     | 21       | 47       | «Jailhouse Rock» — Елвіс Преслі                           |
| 1  | Сергій та Сніжана | фристайл            | 9      | 8     | 9     | 26       | 47       | «Любов» — «Воплі Відоплясова»                             |
| 5  | Наталія та Ігор   | квікстеп            | 9      | 8     | 8     | 25       | 54       | «Без бою» — «Океан Ельзи»                                 |
| 5  | Наталія та Ігор   | контемпорарі        | 10     | 10    | 9     | 29       | 54       | «Chandelier» — Sia                                        |
| 10 | Ахтем та Олена    | віденський вальс 🌺 | 10     | 10    | 8     | 28       | 52       | «Say Something» — «A Great Big World» та Крістіна Агілера |
| 10 | Ахтем та Олена    | хіп-хоп             | 8      | 8     | 8     | 24       | 52       | «Фурія» — «Друга Ріка»                                    |

| №  | Пари                                                      | Танець          | Судді  | Судді | Судді | Підсумок | Підсумок | Музичний супровід                                 |
| №  | Пари                                                      | Танець          | Дмитро | Катя  | Влад  | Підсумок | Підсумок | Музичний супровід                                 |
| -- | --------------------------------------------------------- | --------------- | ------ | ----- | ----- | -------- | -------- | ------------------------------------------------- |
| 10 | Ахтем та Олена 1. Віра та Дмитро 2. Анна Паламарчук       | свінг           | 9      | 8     | 7     | 24       | 53       | «Happy» — Фаррелл Вільямс                         |
| 10 | Ахтем та Олена 1. Віра та Дмитро 2. Анна Паламарчук       | пасодобль       | 10     | 10    | 9     | 29       | 53       | «Believer» — «Imagine Dragons»                    |
| 5  | Наталія та Ігор 1. Юрій та Діана 2. Дмитро Жук            | вальс 🌺        | 10     | 10    | 8     | 28       | 58       | Музика з фільму «Список Шиндлера»                 |
| 5  | Наталія та Ігор 1. Юрій та Діана 2. Дмитро Жук            | фристайл        | 10     | 10    | 10    | 30       | 58       | «Hello» — Адель                                   |
| 2  | Юрій та Ілона 1. Олександтра та Андрій 2. Анна Паламарчук | вуличний танець | 10     | 9     | 9     | 28       | 56       | «Круче всех» — «Quest Pistols Show» & «Open Kids» |
| 2  | Юрій та Ілона 1. Олександтра та Андрій 2. Анна Паламарчук | танго           | 9      | 9     | 10    | 28       | 56       | «Tanguera» — Луїс Браво                           |
| 3  | Надія та Євген 1. Анастасія 2. Дмитро Жук                 | модерн          | 10     | 10    | 9     | 29       | 56       | «Я такое дерево» — Олена Камбурова                |
| 3  | Надія та Євген 1. Анастасія 2. Дмитро Жук                 | ф'южн           | 9      | 10    | 8     | 27       | 56       | «Chevaliers de Sangreal» — Ганс Ціммер            |

| №  | Пари            | Танець                | Судді  | Судді | Судді | Підсумок | Підсумок | Музичний супровід                 |
| №  | Пари            | Танець                | Дмитро | Катя  | Влад  | Підсумок | Підсумок | Музичний супровід                 |
| -- | --------------- | --------------------- | ------ | ----- | ----- | -------- | -------- | --------------------------------- |
| 10 | Ахтем та Олена  | пасодобль             | 10     | 10    | 9     | 29       | 89       | «Run Boy Run» — Woodkid           |
| 10 | Ахтем та Олена  | ф'южн 🌺              | 10     | 10    | 10    | 30       | 89       | «Люди» — «Бумбокс»                |
| 10 | Ахтем та Олена  | фристайл              | 10     | 10    | 10    | 30       | 89       | «1944» — Джамала                  |
| 03 | Надія та Євген  | хіп-хоп               | 10     | 10    | 10    | 30       | 90       | «SexyBack» — Джастін Тімберлейк   |
| 03 | Надія та Євген  | румба                 | 10     | 10    | 10    | 30       | 90       | «Diamonds» — Ріанна               |
| 03 | Надія та Євген  | модерн 🌺             | 10     | 10    | 10    | 30       | 90       | «Закрили твої очі» — Тіна Кароль  |
| 05 | Наталія та Ігор | аргентинське танго 🌺 | 10     | 10    | 10    | 30       | 90       | «Por una cabeza» — Карлос Гардель |
| 05 | Наталія та Ігор | контемпорарі          | 10     | 10    | 10    | 30       | 90       | «Chandelier» — Sia                |
| 05 | Наталія та Ігор | румба                 | 10     | 10    | 10    | 30       | 90       | «Така, як ти» — «Океан Ельзи»     |

| Дата ефіру      | Виконавці           | Пісні                                   | Танцюристи                           | Танець       | Дж    |
| --------------- | ------------------- | --------------------------------------- | ------------------------------------ | ------------ | ----- |
| 27 серпня 2017  | Monatik             | «Vitamin D»                             | Професійні танцюристи                | фристайл     |       |
| 27 серпня 2017  | Тіна Кароль         | «Дикая вода»                            | Професійні танцюристи                | контемпорарі |       |
| 27 серпня 2017  | Тіна Кароль         | «Сдаться ты всегда успеешь»             | –                                    | –            |       |
| 3 вересня 2017  | Джамала             | «I Believe in U»                        | Професійні танцюристи                | фристайл     |       |
| 10 вересня 2017 | –                   | «Take Me to Church» — Hozier            | Катерина Кухар та Олександр Стоянов  | балет        |       |
| 10 вересня 2017 | «The Hardkiss»      | «Антарктида»                            | –                                    | –            |       |
| 17 вересня 2017 | «ONUKA»             | «Відлік»                                | –                                    | –            |       |
| 17 вересня 2017 | Ніна Матвієнко      | «Де ти тепер»                           | Професійні танцюристи                | вальс        |       |
| 24 вересня 2017 | –                   | «Happy» — «C2C»                         | Freedom Ballet                       |              |       |
| 24 вересня 2017 | Ольга Полякова      | «Цветочек аленький»                     | Професійні танцюристи                | фристайл     |       |
| 1 жовтня 2017   | –                   | «Bésame mucho»                          | D'Arts Dance Project                 | болеро       |       |
| 1 жовтня 2017   | Макс Барських       | Попурі                                  | Професійні танцюристи                | фристайл     |       |
| 8 жовтня 2017   | –                   | Музична тема «Танців із зірками»        | Retro Circus                         | фристайл     |       |
| 8 жовтня 2017   | –                   |                                         | Кліффорд Вільямс                     | фристайл     |       |
| 15 жовтня 2017  | Constantine         | «Кровожадность»                         | Професійні танцюристи                | фристайл     | [ 2 ] |
| 15 жовтня 2017  | –                   |                                         | Ахтем Сеїтаблаєв та Ярослава Чеклова |              | [ 2 ] |
| 22 жовтня 2017  | –                   | «Swish Swish» — Кеті Перрі & Нікі Мінаж | D.side Dance                         |              | [ 3 ] |
| 22 жовтня 2017  | «Il Volo»           | «Grande amore»                          | –                                    | –            | [ 3 ] |
| 29 жовтня 2017  | –                   |                                         |                                      |              | [ 4 ] |
| 29 жовтня 2017  | Ольга Полякова      | «Бывший»                                | Професійні танцюристи                | фристайл     | [ 4 ] |
| 29 жовтня 2017  | Камалія             | «I'm Alive»                             | Професійні танцюристи                | фристайл     | [ 4 ] |
| 29 жовтня 2017  | Сергій Бабкін       | «Де би я»                               | –                                    | –            | [ 4 ] |
| 29 жовтня 2017  | LAUD                | «У цю ніч»                              | Професійні танцюристи                | фристайл     | [ 4 ] |
| 29 жовтня 2017  | Тіна Кароль         | «Космічні почуття»                      | Пари № 3, № 5 та № 10                | вальс        | [ 4 ] |
| 29 жовтня 2017  | Наталія Могилевська | «Я танцевала»                           | Професійні танцюристи                | фристайл     | [ 4 ] |